# Kitó-rjú džúdžucu
Kitó-rjú (起倒流) je tradiční škola (korjú) japonského bojového umění džúdžucu. Její učební plán zahrnuje atemi-waza (úderové techniky), nage-waza (vrhací techniky), kansecu-waza (techniky blokování kloubů) a šime-waza (škrticí techniky). Styl je zaměřen na hody a údery a mnoho z těchto technik je určeno k provádění v plné zbroji.

## Původ
Kitó-rjú se překládá jako „škola vzestupu a pádu“. Podobá se formám „aikidžúdžucu“, včetně principu „ki“ (energie) a aiki (kitó-rjú džúdžucu učí, že „když jsou dvě mysli sjednoceny, silnější ovládá tu slabší“...). Stejně tak používá principy jako „kuzuši no ri“ neboli „rozbití rovnováhy“, nyní spojované s moderním džudem.

## Základní umění džuda
Kitó-rjú džúdžucu trénoval Džigoró Kanoó a z tohoto stylu odvodil některé principy, které tvoří základ moderního džuda. (Kitó-rjú studoval i Morihei Uešiba O-sensei, zakladatel aikido.) Na kitó-rjú džúdžucu se zakládá džudo košiki-no-kata. Protože Kanó Džigoró sensei získal od svého senseie kitó-rjú denšo (V překladu „předání další generaci“), džudo je současným oficiálním nástupcem kitó-rjú džúdžucu. Upravené bezpečnější verze hodů kitó-rjú džúdžucu tvoří v džudu velkou část technik nagewaza (ale bez hodů se zamykáním kloubů).